# Schatzhaus des Atreus

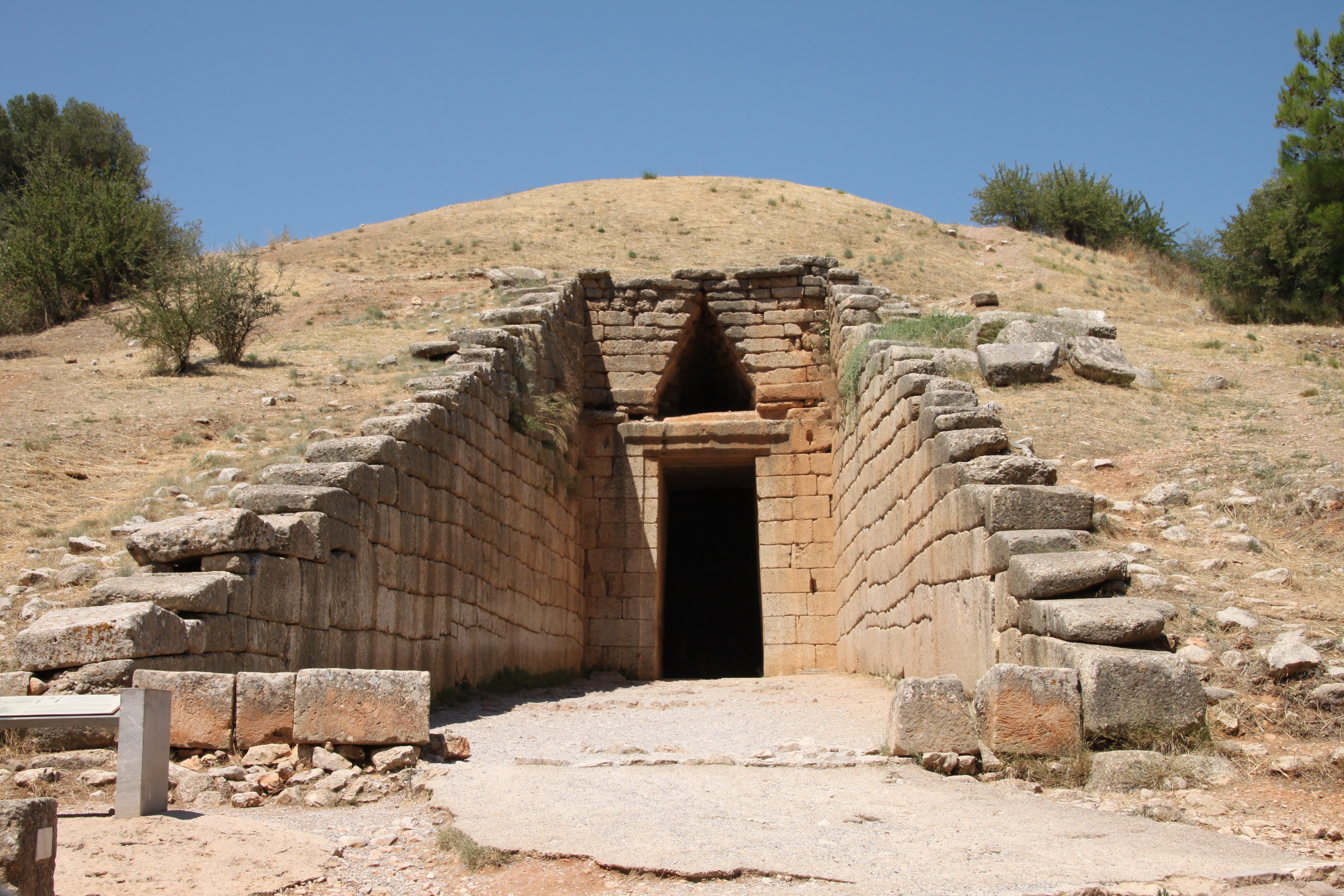
Der monumentale Dromos des Schatzhaus des Atreus

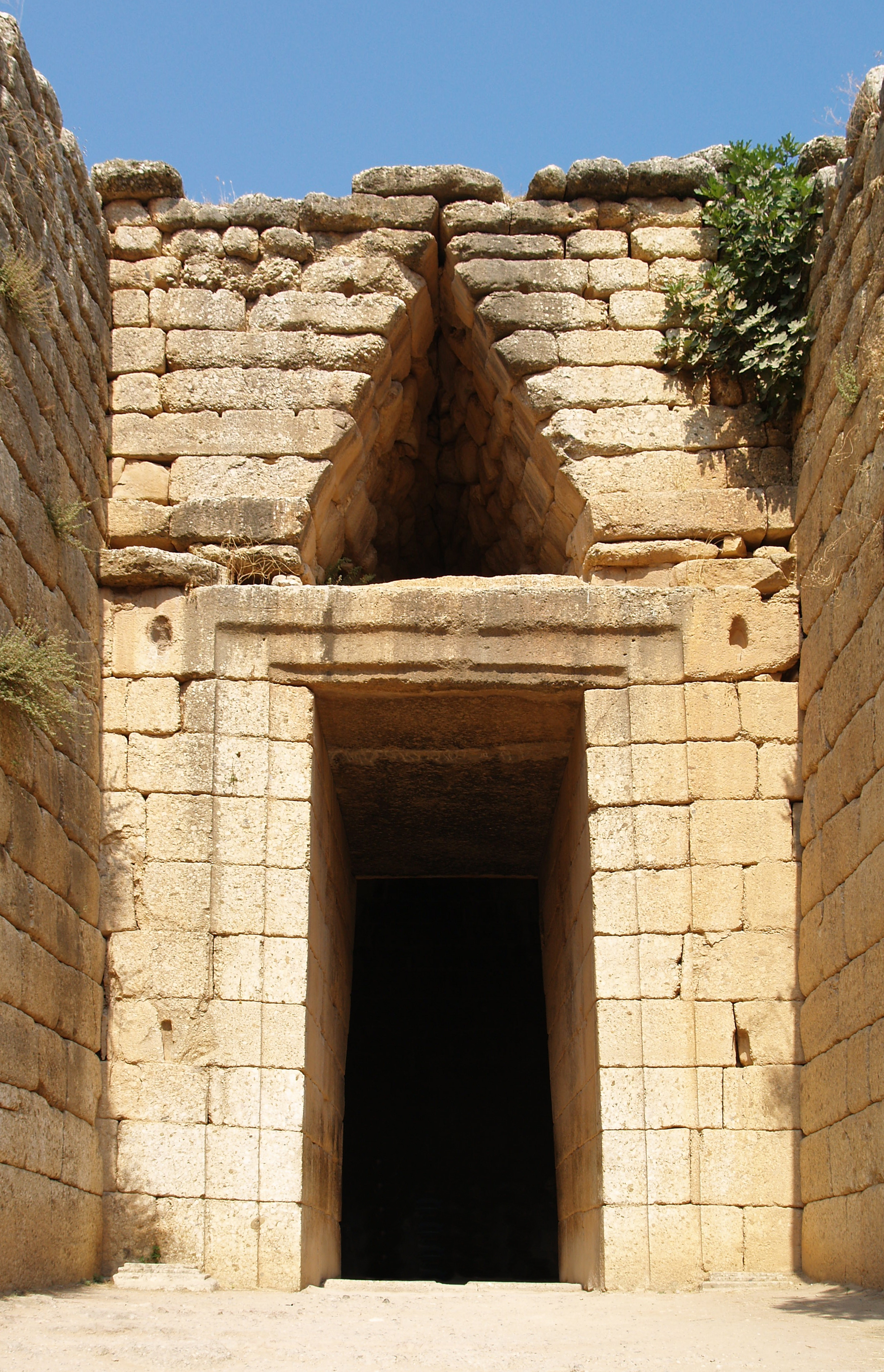
Eingang zum Grab („Tholos“) des Atreus („Schatzhaus des Atreus“), erbaut um 1250 v. Chr. in Mykene

Als Schatzhaus des Atreus (griechisch θησαυρός του Ατρέα) wird heute das prachtvollste der in Mykene erhaltenen Königsgräber bezeichnet. Es ist ein unterirdischer Tholosbau, der während der Späthelladischen Zeit um 1250 v. Chr. errichtet wurde.

## Benennung
Pausanias berichtete, dass es in Mykene ein unterirdisches Gebäude des Atreus und seiner Söhne gäbe, in dem sie ihre Schätze lagerten. Wahrscheinlich wegen der wertvollen Grabbeigaben hielt man die Grabbauten in der Antike für Schatzhäuser. Die ersten Besucher Mykenes hielten den Kuppelbau, der inzwischen jedoch seiner Wertgegenstände beraubt war, für das beschriebene Gebäude und nannten es deshalb Schatzhaus des Atreus. Zuweilen findet man auch die Bezeichnung Grab des Agamemnon.

## Beschreibung
Das Kuppelgrab befindet sich am Osthang des Panagitsa-Hügels etwa 400 m südwestlich der Oberstadt von Mykene, an der Straße, die von der Ortschaft Mykines zur Ausgrabungsstätte führt. Man betritt das Grab von Osten über einen monumentalen Dromos von fast 6 m Breite und 36 m Länge, dessen Seiten aus Konglomeratblöcken gemauert sind. Je tiefer der Zugang in den Grabhügel dringt, desto höher steigen die Seitenwände, bis sie schließlich mit 10,50 m die Höhe der Eingangsfassade erreichen.
Das Eingangstor hat eine Höhe von 5,40 m und eine untere Breite von 2,70 m, die sich nach oben auf 2,45 m verjüngt. Es wurde früher von zwei Halbsäulen flankiert. Zu beiden Seiten kann man heute noch die dreistufigen, rechteckigen Säulenbasen und die Löcher, die der Befestigung der Säulen dienten, sehen. In die Säulen und Kapitelle aus grünem Marmor waren Zickzacklinien und Spiralen geritzt. Über dem Türsturz gibt es ein Entlastungsdreieck, das das Gewicht auf die Seitenwände verteilt und so den Deckbalken entlastet. Die Wandfläche und die Entlastungskammer waren früher mit verzierten Deckblatten aus rotem Marmor verblendet. Links und rechts gab es jeweils eine kleinere Säule aus grünem Marmor. Bruchstücke der Säulen und der Verblendung befinden sich heute im British Museum in London, im Archäologischen Nationalmuseum in Athen, in den Staatliche Antikensammlungen in München, in der Antikensammlung Berlin und im Badischen Landesmuseum in Karlsruhe.
Das Tor wurde früher mit einer zweiflügeligen Tür verschlossen. Der etwa 5 m lange Torweg wird von zwei Deckbalken überdacht. Der größere innere Deckstein hat eine Länge von 8,30 m, eine Breite von 5,20 m und eine Stärke von 1,20 m. Seine Masse wird auf 120 t geschätzt. Direkt hinter dem Tor gelangt man in das Kuppelgrab. Es hat eine Höhe von 13,50 m und einen Durchmesser von 14,60 m. Es wurde aus 33 Lagen waagerecht übereinander gemauerten Steinen ohne Verwendung von Mörtel in Form eines Bienenkorbs errichtet. Durch die Schichtung der Blöcke, die immer weiter nach innen versetzt sind, ergibt sich ein sogenanntes Falsches Gewölbe. Auch diese Steine bestehen aus Konglomeratgestein, das an Ort und Stelle vorkommt. Ab der dritten Lage nach oben steckten früher Bronzenägel in den Steinen, von denen heute nur Löcher in den Steinen zeugen. An den Nägeln war vermutlich Bronzeschmuck befestigt, wie man ihn im Kuppelgrab von Orchomenos nachgewiesen hat. Der Boden besteht aus natürlichem Fels.
An der Nordseite der Grabkammer gibt es eine Tür, die zu einer weiteren Kammer führt. Dieser Nebenraum ist fast quadratisch von 6 m × 6 m und hat eine Höhe von 5,80 m. Er wurde in den Fels gehauen. Die grobe Wand war früher mit Steinplatten verkleidet. Der Zugang war mit einer Tür verschlossen und über dem Türbalken gibt es ein Entlastungsdreieck.
Das „Schatzhaus des Atreus“ war über 1300 Jahre lang die größte Kreiskuppel (Kragkuppel) bis zum Neubau des Pantheons in Rom unter Kaiser Hadrian, begonnen 118 n. Chr.

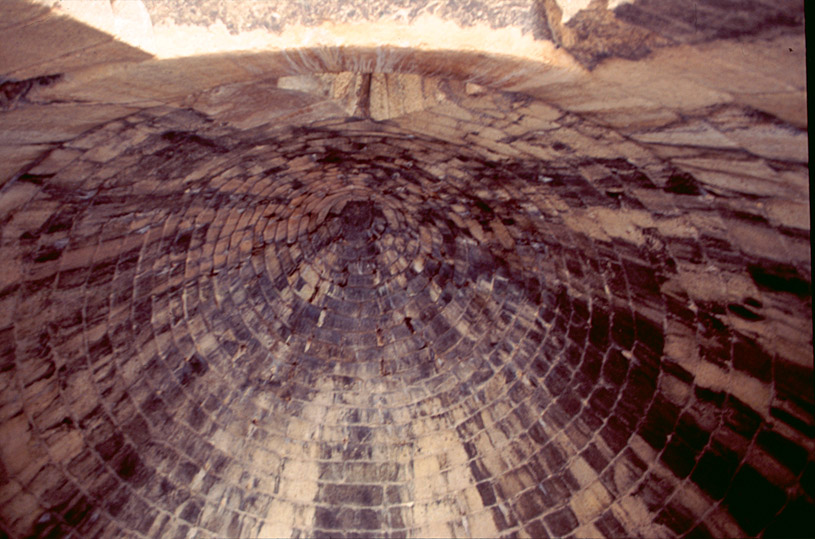
Teil der Kuppel im „Schatzhaus“

## Bau und Funktion
Das Kuppelgrab wurde um 1250 v. Chr. errichtet. Hierfür wurde ein Loch gegraben und eine ebene Fläche aus dem Fels gehauen. Nun errichtete man den Kuppelbau und bedeckte ihn zunächst mit Felsbrocken und schließlich mit Erde. Den Boden der überwölbten Kammer bedeckte man mit weißlicher Erde und stampfte diese fest. Auf diesem Boden wurden die Verstorbenen abgelegt. Nach der Beisetzung wurde das Tor verschlossen, mit Steinen zugemauert und der Dromos mit Erde aufgefüllt, wobei vermutlich der obere Teil der Eingangsfassade noch sichtbar blieb. Das Grab wurde über längere Zeit weiter genutzt, wobei es immer wieder geöffnet und verschlossen wurde.

## Erforschung
Das Schatzhaus des Atreus war nie vollständig verschüttet und geriet deshalb nicht in Vergessenheit. Im Jahre 1729 besuchte der französische Geistliche Michel Fourmont Mykene und fertigte eine Zeichnung des Schatzhauses an. Um 1780 vermaß Louis Fauvel das Grab erstmals. 1802 machte Lord Elgin Grabungen am Schatzhaus und nahm einige Bruchstücke der Fassade mit nach England. 1805 besuchte Edward Dodwell die archäologische Stätte und berichtete von einigen Bruchstücken der Halbsäule, die er dort sah. Um die gleiche Zeit stattete William Gell dem Grab einen Besuch ab. Lord Sligo kam 1810 nach Mykene und führte Ausgrabungen durch und Veli Pascha von Morea, der Gouverneur von Morea, erlaubte ihm, die Bruchstücke der Halbsäule mit nach Irland zu nehmen. Als Friedrich Thiersch nach Mykene kam, ließ auch er im Schatzhaus graben und entdeckte ebenfalls ein Fragment der Halbsäule. In einem Brief an seine Frau erwähnte er, dass der Boden in der Tholos aus rotem Estrich und der Torweg aus Marmorplatten bestand.
Erst 1874 legte Heinrich Schliemann das Schatzhaus des Atreus vollständig frei. 1939 untersuchte Alan Wace das Schatzhaus näher und konnte anhand von Scherben, die er unter der Türschwelle fand, zeigen, dass es erst Mitte des 13. Jahrhunderts vor Chr. errichtet wurde. Nach der Klassifizierung von Wace gehört es zu der dritten und letzten Tholos-Gruppe und ist in der Späthelladischen Periode III B zu datieren.